# Chicharrón (cuento)
Chicharrón es un cuento infantil dentro del género considerado fábula, escrito por Constancio C. Vigil en 1942, que lleva el nombre del perro protagonista del mismo, el cual narra sus aventuras y peripecias en primera persona, acorde va transcurriendo su vida entre diferentes dueños.

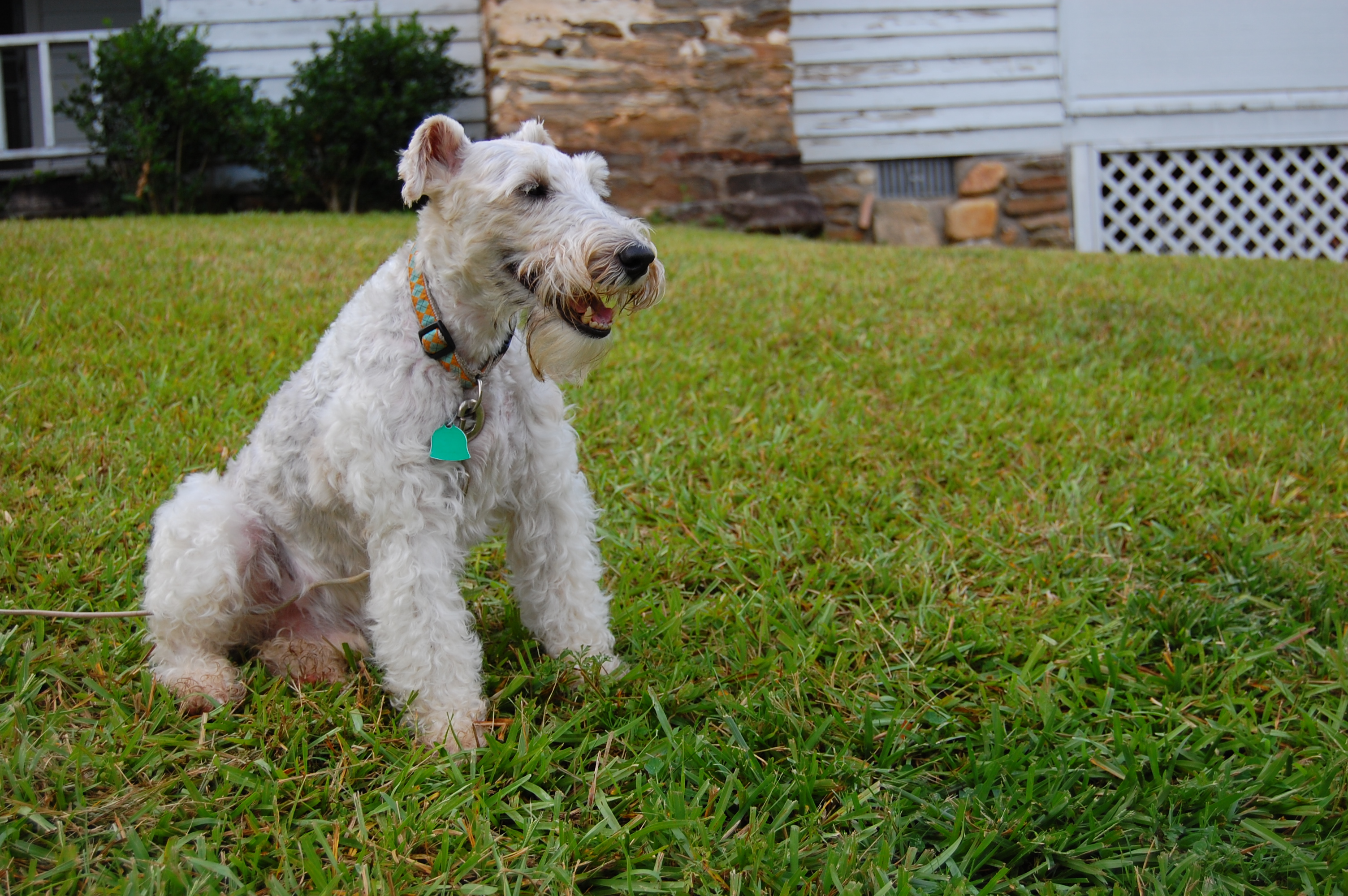
Perro de razo Fox Terrier

## Descripción del personaje
Si bien en el cuento en ningún momento se especifica la raza del perro así como tampoco se habla de que posea pedigree, los diferentes ilustradores que ha tenido el libro a lo largo de sus ediciones, como Federico Ribas o Hugo Csecs lo retrataban bajo la estética de un perro cruzado con la raza Fox Terrier, de color blanco con una de sus orejas negras y una mancha en la frente similar a un chicharrón, alimento que surge de la fritura de la grasa de cerdo y consumido en algunos países de América del Sur, motivo por el cual su primer dueño lo llama de esa manera y él se refiere a sí mismo a lo largo de toda la narración bajo ese epíteto. Es de carácter conformista y fiel a sus distintos dueños, aunque tiene una alta dosis de resignación ante las circunstancias de la vida repitiéndose a sí mismo la frase "Chicharrón haz de tripas corazón" cuando la comida que le ofrecen no es de lo mejor o ante algunas situaciones que considera desventuradas.

## Sinopsis
El perro protagonista nace junto a otros 4 perros en la vivienda de una familia a la que un cierto día visita un hombre al cuál le es ofrecido uno de los cachorros, eligiéndolo a él y nombrándolo bajo el topónimo de "Chicharrón". En ese momento el can solo tiene un mes y medio de vida y sufre al ser separado de su madre y sus hermanos a quienes no vuelve a ver.
La nueva familia le pone un collar con medalla donde indica su nombre y en general, el perro es tratado correctamente, pero la dueña de la casa prefería a los gatos y durante uno de los paseos frecuentes en automóvil al que llevaban al perro, la mujer lo abandonó en la calle. Chicharrón permanece solo y afligido hasta que un auto se detiene y una señora lo recoge y lo lleva a su casa. Nuevamente allí un gato sería el preferido de la familia y la dueña terminaría culpando al perro de todo cuanto aparecía dañado o sucio en la casa. Finalmente terminan por regalar a Chicharrón al cartonero y éste a una nueva dueña que por un tiempo le brinda la atención que se merecía. Sin embargo la encargada del perro sería la empleada doméstica, la cual despreciaba tener que trabajar para asearlo y darle de comer, lo cual hace que le cobre al animal un desmesurado rechazo, odio que se manifiesta a través de permanentes quejas ante el ama de casa quien termina por creer las patrañas de su empleada la cual acusaba al pero de todo lo malo que sucedía en la casa.
Una vez más Chicharrón se ve en la calle y deambula ante distintas personas hasta que logra ser adoptado en la humilde casa del guardián de un parque. Éste vivía junto a su esposa y su condición económica humilde no les permitía proveerse de carne, por lo cual la alimentación básica del perro consistía en pan, fideos o papas. Chicharrón sale determinado día a buscar un hueso y allí un joven llamado Gustavo le ofrece un pedazo de carne asada y lo adopta como su nuevo dueño. Se trata aquí de un joven dedicado a su perro pero al mismo tiempo es un joven que ve pasar la vida en un completo ocio hasta que es reprendido por su padre quien le impone una serie de trabajos que comienzan a mantenerlo ocupado y cargado de responsabilidades. Una vez más Chicharrón queda desamparado.
Continúan así las peripecias y experiencias del perro a través de los distintos dueños, viviendo un tiempo dentro de un gallinero, donde un niño lo había llevado sin avisarle a su padre el cual detestaba a los perros y quien apenas se percata de su presencia lo pone nuevamente en la calle. Hacia el final del libro, Chicharrón es acusado de haber morido a una niña, algo que no es cierto ya que era completamente inofensivo. Es perseguido por una turba agresiva de personas que quieren castigarlo y si bien logra huir de ellos, recibe golpes, piedrazos y hasta una ligera magulladura en una de sus patas provocadas por un automóvil que lo sobrepasa sin aparentemente verlo. Chicharrón a modo de cierre se dirige al lector diciéndole que es un perro que se conforma con poco, que es fiel y que ha sufrido mucho desde el día que su primer dueño dijo "Me llevo a este" y lo bautizó con ese nombre. Reflexivamente y metafóricamente el protagonista se siente un chicharrón dentro de una sartén llamada vida.